# Karoline Leavitt
Karoline Claire Leavitt, född 24 augusti 1997 i Atkinson, New Hampshire, är en amerikansk politisk talesperson som var nationell pressekreterare för Donald Trumps presidentvalskampanj 2024. Efter Trumps vinst i valet utnämnde Trump Leavitt till Vita husets pressekreterare, en position hon tillträde 20 januari 2025.

## Biografi
Leavitt föddes i Atkinson i New Hampshire. Hon studerade vid Saint Anselm College. Under studietiden praktiserade hon vid Fox News. 2019 började hon arbeta för president Trump, först som talskrivare och sedan som assisterande pressekreterare under Kayleigh McEnany. Efter Trumps första mandatperiod arbetade hon även för kongressledamot Elise Stefanik. Leavitt är troende katolik.
2022 kandiderade Leavitt till USA:s representanthus för New Hampshires första kongressdistrikt. Hon vann det republikanska primärvalet men förlorade valet mot demokraten Chris Pappas.
I januari 2024 började Leavitt arbeta som nationell pressekreterare för Trumps kampanj. I juli födde hon sitt första barn. Några dagar senare skedde mordförsöket på Donald Trump och Leavitt valde att snart återvända till arbetet. Efter Trumps vinst i valet utnämnde han Leavitt till Vita husets pressekreterare. Vid 27 års ålder blev hon den yngsta person på posten.